# Wireless Power Consortium
Il Wireless Power Consortium (WPC) è un consorzio internazionale di tecnologia formatosi il 17 dicembre 2008 con sede a Piscataway in  New Jersey, negli Stati Uniti.
Ha come scopo di creare e promuovere l'adozione nel mercato della sua interfaccia standard Qi, il Cordless Kitchen ed il Medium Power per la ricarica elettrica induttiva.
É un consorzio di aziende europee, asiatiche e americane che lavorano insieme per la standardizzazione globale delle tecnologie di ricarica senza fili.
È membro dell'Istituto europeo per le norme di telecomunicazione (ETSI).

## Membri
| Tipo             | Numero di aziende | Tassa annuale degli associati |
| ---------------- | ----------------- | ----------------------------- |
| Associato        | 90                | US$15,000                     |
| Piccola attività | 72                | US$5,000                      |
| Regolare         | 25                | US$25,000                     |
| Membro completo  | 34                | US$20,000                     |